# The Outsider
The Outsider és una minisèrie de televisió estatunidenca de suspens i terror sobrenatural basada en la novel·la del mateix títol d'Stephen King estrenada el 12 de gener de 2020 al canal HBO.

## Argument
La sèrie segueix la investigació del brutal assassinat d'un nen d'onze anys a la ciutat de Cherokee City (Oklahoma). La policia de seguida deté al que sembla el culpable, Terry Maitland. Però l'aparició tant de proves acusadores com exculpadores fan que el cas es vagi complicant i dugui als investigadors a considerar fenòmens sobrenaturals.

## Repartiment

### Principal
- Ben Mendelsohn com el detectiu Ralph Anderson
- Bill Camp com Howard Salomon, advocat de la família Maitland.
- Jeremy Bobb com Alec Pelley, investigador privat del bufet de Salomon.
- Julianne Nicholson com Glory Maitland, dona de Terry Maitland.
- Mare Winningham com Jeannie Anderson, dona de Ralph Anderson.
- Paddy Considine com Claude Bolton, treballador al club d'striptease Peach Crease.
- Yul Vazquez com Yunis Sablo, tinent de la policia estatal de Geògia.
- Jason Bateman com Terry Maitland, professor de literatura anglesa i entrenador infantil de baseball.
- Marc Menchaca com Jack Hoskins
- Cynthia Erivo com Holly Gibney, investigadora privada.

### Secundari
- Max Beesley com Seale Bolton
- Derek Cecil com Andy Katcavage
- Summer Fontana com Maya Maitland, filla gran de Glory i Terry Maitland.
- Scarlett Blum com Jessa Maitland, filla petita de Glory i Terry Maitland.
- Frank Deal com Fred Peterson, agent de policia de Cherokee City.
- Dayna Beilenson com Mildred Patterson
- Hettienne Park com Tamika Collins, agent de policia de Cherokee City.
- Michael Esper com Kenneth Hayes, fiscal del cas.
- Claire Bronson com Joy Peterson
- Michael H. Cole com Herbert Parker
- Marc Fajardo com Myron Lazar
- Margo Moorer com Libby Stanhope
- Duncan E. Clark com Frankie Peterson,
- Joshua Whichard com Ollie Peterson
- Wes Watson com Derek Anderson
- Diany Rodriguez com María Canales
- Suehyla El-Attar com Angela Kelly
- Martin Bats Bradford com Heath Hofstadter
- Jakob Gruntfest com Merlin Cassidy
- Nicholas Pryor com Peter Maitland
- Genevieve Hudson-Price com Skye
- Susanna Guzman com Idilys Castro
- Drez Ryan com Tracey Powell
- Steve Witting com Herbert Zucker
- Carlos Navarro com el detectiu Healy.

## Episodis
| Núm. d'història | Episodi | Títol                               | Direcció             | Guió                 | Data d'estrena       |  |
| --------------- | ------- | ----------------------------------- | -------------------- | -------------------- | -------------------- |  |
| 1               | 1       | "Fish in a Barrel"                  | Jason Bateman        | Richard Price        | 12 de gener de 2020  |  |
|                 |         |                                     |                      |                      |                      |  |
| 2               | 2       | "Roanoke"                           | Jason Bateman        | Richard Price        | 12 de gener de 2020  |  |
|                 |         |                                     |                      |                      |                      |  |
| 3               | 3       | "Dark Uncle"                        | Andrew Bernstein     | Richard Price        | 19 de gener de 2020  |  |
|                 |         |                                     |                      |                      |                      |  |
| 4               | 4       | "Que Viene el Coco"                 | Andrew Bernstein     | Richard Price        | 26 de gener de 2020  |  |
|                 |         |                                     |                      |                      |                      |  |
| 5               | 5       | "Tear-Drinker"                      | Igor Martinovic      | Richard Price        | 2 de febrer de 2020  |  |
|                 |         |                                     |                      |                      |                      |  |
| 6               | 6       | "The One About the Yiddish Vampire" | Karyn Kusama         | Jessie Nickson-Lopez | 9 de febrer de 2020  |  |
|                 |         |                                     |                      |                      |                      |  |
| 7               | 7       | "In the Pines, In the Pines"        | Daina Reid           | Dennis Lehane        | 16 de febrer de 2020 |  |
|                 |         |                                     |                      |                      |                      |  |
| 8               | 8       | "Foxhead"                           | J.D. Dillard         | Richard Price        | 23 de febrer de 2020 |  |
|                 |         |                                     |                      |                      |                      |  |
| 9               | 9       | "Tigers and Bears"                  | Charlotte Brändström | Dennis Lehane        | 1 de març de 2020    |  |
|                 |         |                                     |                      |                      |                      |  |
| 10              | 10      | "Must/Can't"                        | Andrew Bernstein     | Richard Price        | 8 de març de 2020    |  |

## Relacions
El personatge de Holly Gibney va ser introduït per primer cop per Stephen King en la trilogia de novel·les de Bill Hodges. Aquesta trilogia s'ha adaptat a la sèrie de televisió "Mr. Mercedes", que es va estrenar a "Audience" el 2017 amb Justine Lupe en el paper de Holly Gibney. El showrunner Richard Price va reelaborar el personatge fins a cert punt, sense mantenir-ne la continuïtat amb la sèrie de televisió "Mr. Mercedes" o "Bill Hodges" (Price no va veure la sèrie ni va llegir-ne les novel·les) i va demanar a Stephen King que canviés el nom del personatge, però King va insistir a mantenir el nom de Holly Gibney.

## Crítica
Al web Rotten Tomatoes, la sèrie té una qualificació del 82% amb una puntuació mitjana de 7,33 sobre 10 basat en 65 comentaris. El consens crític del lloc és: "Tot i que el ritme lent de The Outsider no sempre és satisfactori, es pot comprovar gràcies a les seves excel·lents actuacions; sobretot destaca Cynthia Erivo". Mentre que a Metacritic, té un marcador de 69 sobre 100, basat en 28 ressenyes que indiquen "ressenyes generalment favorables".